# فيليكس هامرين
فيليكس هامرين (بالسويدية: Felix Hamrin )‏ (و. 1875 – 1937 م) هو سياسي سويدي، كان عضوًا في حزب الشعب الليبرالي، توفي في يونشوبينغ، عن عمر يناهز 62 عاماً.

## مناصب
تولى منصب رئيس وزراء السويد (6 أغسطس 1932–24 سبتمبر 1932)، وعضو البرلمان السويدي ‏.
| المناصب السياسية       | المناصب السياسية                                | المناصب السياسية      |
| ---------------------- | ----------------------------------------------- | --------------------- |
| سبقه كارل غوستاف أيكمن | رئيس وزراء السويد 6 أغسطس 1932 - 24 سبتمبر 1932 | تبعه بير ألبين هانسون |